# Pantalla de enfoque

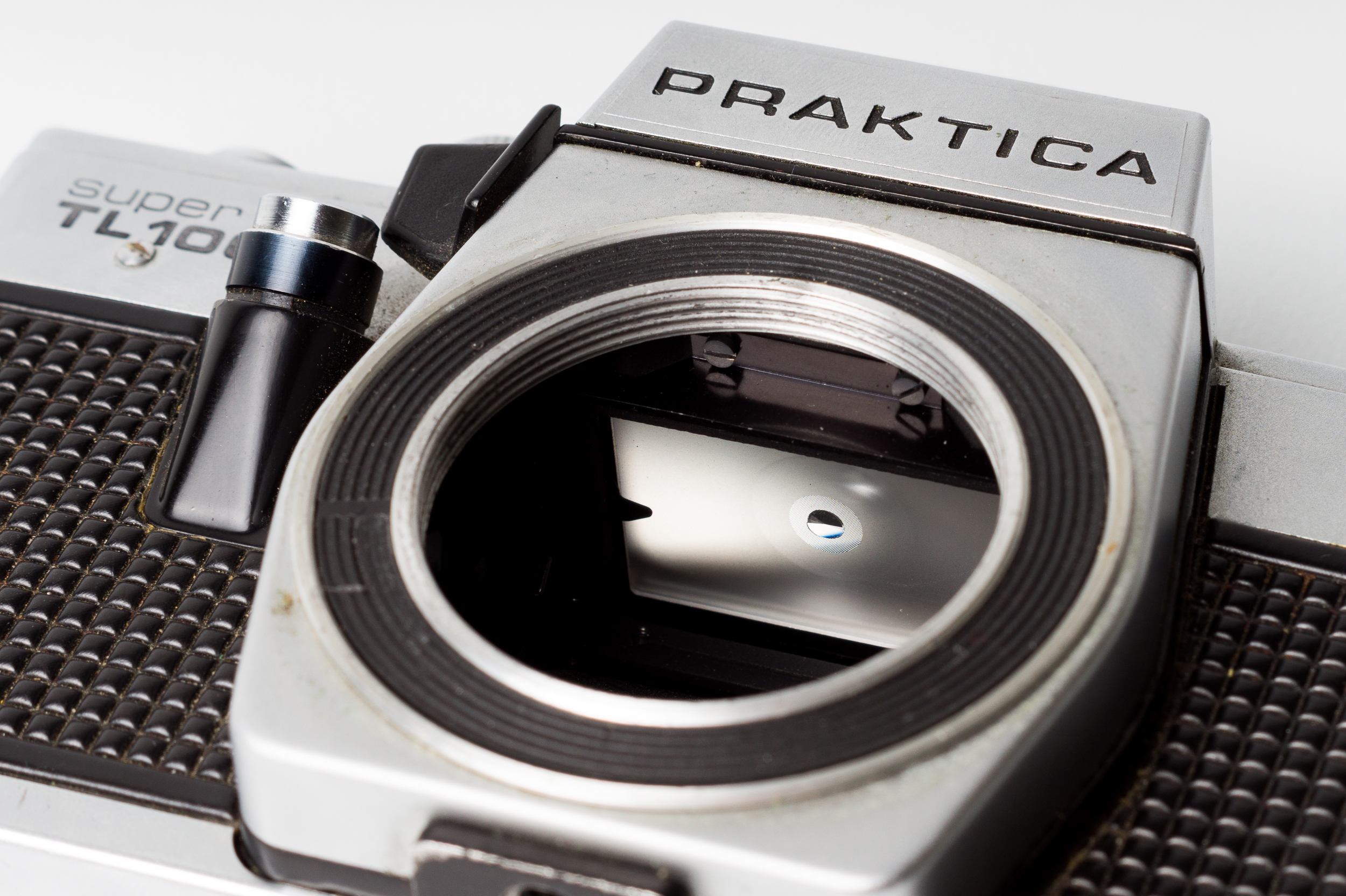
Pantalla de enfoque de una Praktica Super TL1000

Ubicación de la pantalla de enfoque (5) en una cámara SLR

La pantalla de enfoque es un material traslúcido plano, tanto un vidrio esmerilado como un lente de Fresnel, encontrado en una cámara que permite al usuario previsualizar la imagen enmarcada en un visor. A menudo, la pantalla de enfoque están disponibles en variante con diferentes marcas grabadas para varios propósitos. Por ejemplo, una pantalla de enfoque completamente mate sin marcas grabadas es una opción popular para astrofotografía y otras situaciones de baja luminosidad.
La historia de la pantalla de enfoque es tan larga como la historia de la cámara misma. Algunas cámaras primitivas consistían de una caja con una tabla que contenía el objetivo al frente y una pantalla de enfoque en la parte trasera, que era reemplazada por el porta placa (placa o película) antes de tomar la fotografía.
El tipo más común de pantalla de enfoque es el encontrado en las cámaras SLR sin autofoco de 35 mm es el de pantalla dividida y aro microprisma de variación que ayuda a enfocar y se volvió estándar en la década de 1980. El aro microprisma rompe la imagen a menos que este correctamente enfocada, la pantalla dividida muestra parte de la imagen separada en dos partes. Cuando las dos partes están alineadas la imagen está correctamente enfocada. El inconveniente es que el prisma tiene una considerable pérdida de luz, haciendo que enfocar la imagen en condiciones de baja luminosidad sea algo casi imposible. Compárese con el mecanismo de enfoque de una cámara telemétrica.
Las cámaras profesionales dan al fotógrafo la posibilidad de elegir el tipo de pantalla de enfoque que son, dependiendo del modelo de la cámara, más o menos fácil de reemplazar. Para situaciones con poca luz, la opción es una pantalla lisa; para imágenes de arquitectura o para objetivos de gran angular, se utilizada una pantalla con una grilla o cuadrícula grabada para controlar la distorsión de la perspectiva; para un rápido enfoque, la pantalla dividida es la elección, etc.
Las cámaras con formatos de películas intercambiables (cámaras de visión, cámaras de campo y algunas cámaras de formato medio) pueden tener grabados en la pantalla de enfoque para mostrar los límites de las películas. Muchas de estas cámaras tienen tanto pantallas lisas como con cuadrícula porque debido al tamaño de la pantalla de enfoque, la única ayuda para el enfoque realmente necesaria es una lupa.
Las cámaras SLR autofoco, tanto digital como de película, usualmente tienen una pantalla lisa. Algunos modelos tienen marcas grabadas para indicar las zonas en las que la cámara realiza el enfoque o calcula la exposición. Muchas cámaras SLR profesionales y de rango medio poseen pantallas lisas con un LCD monocromático superpuesto que muestra los puntos de enfoque, según sea necesario.

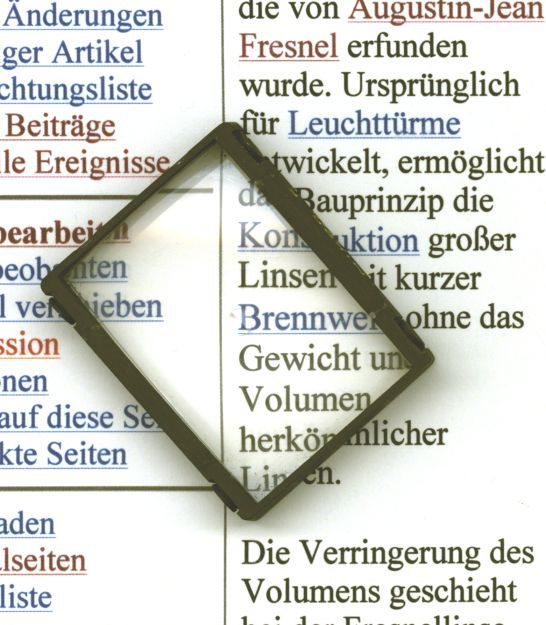
Pantalla de enfoque estándar de la Nikon F (1959-1971)
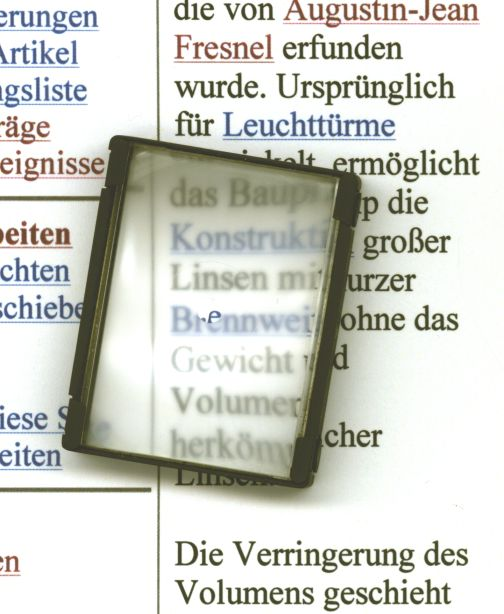
El otro lado de la misma pantalla de enfoque
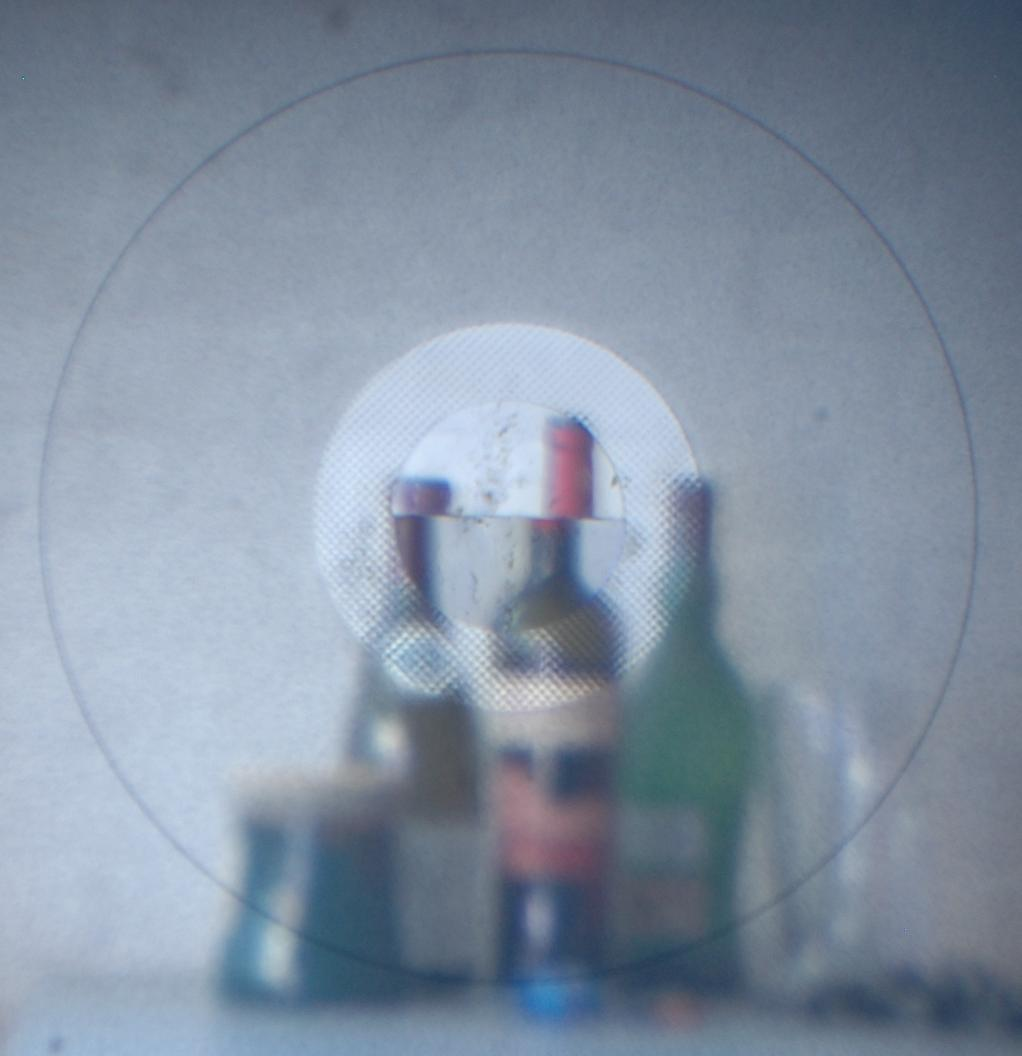
Pantalla dividida y microprisma - fuera de foco
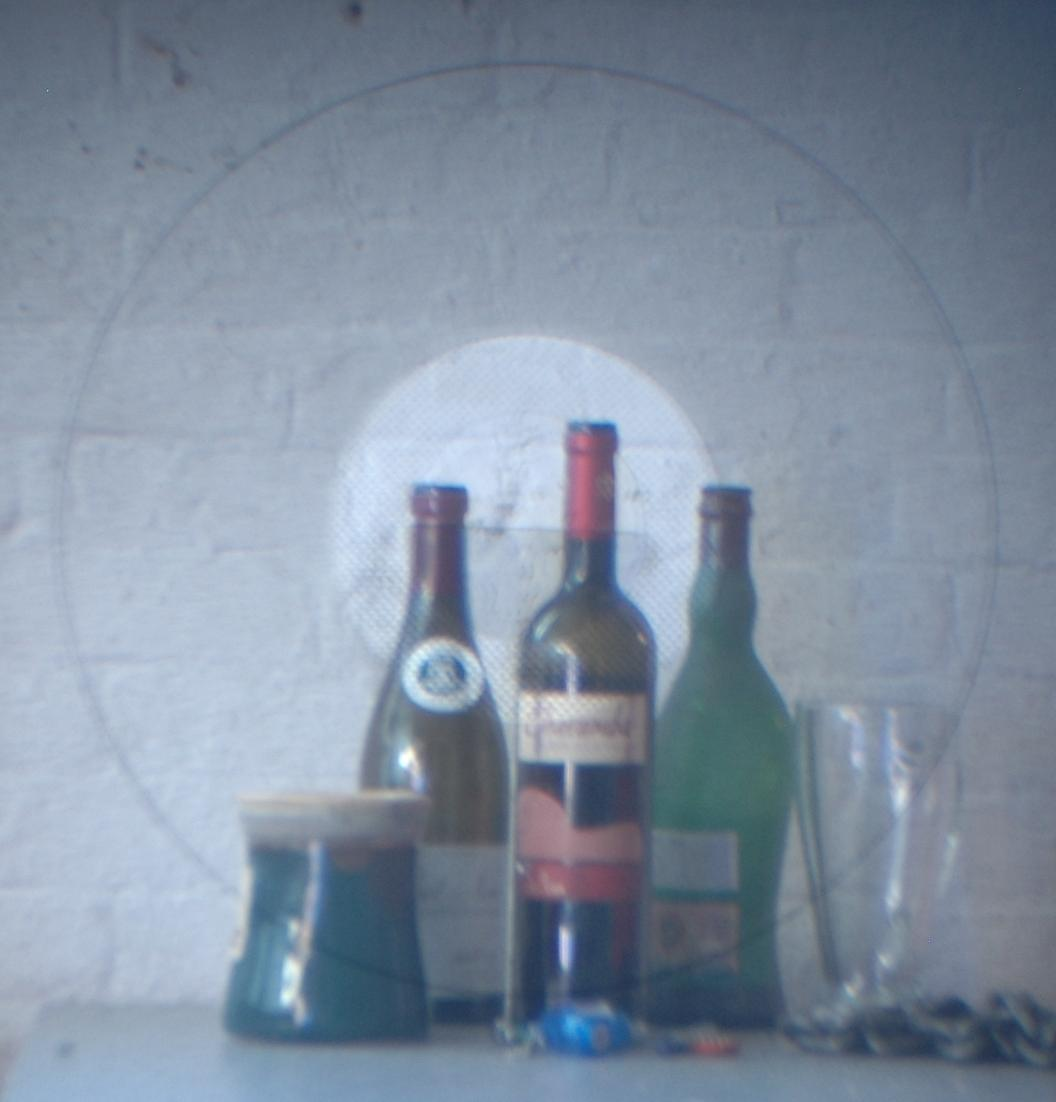
Pantalla dividida y microprisma - en foco